# Motore Poissy Type 350
Il motore Simca Type 350 è stato un motore a scoppio prodotto tra il 1967 ed il 1978 dalla SIMCA, e dal 1978 al 1989 dal Gruppo PSA.

## Caratteristiche

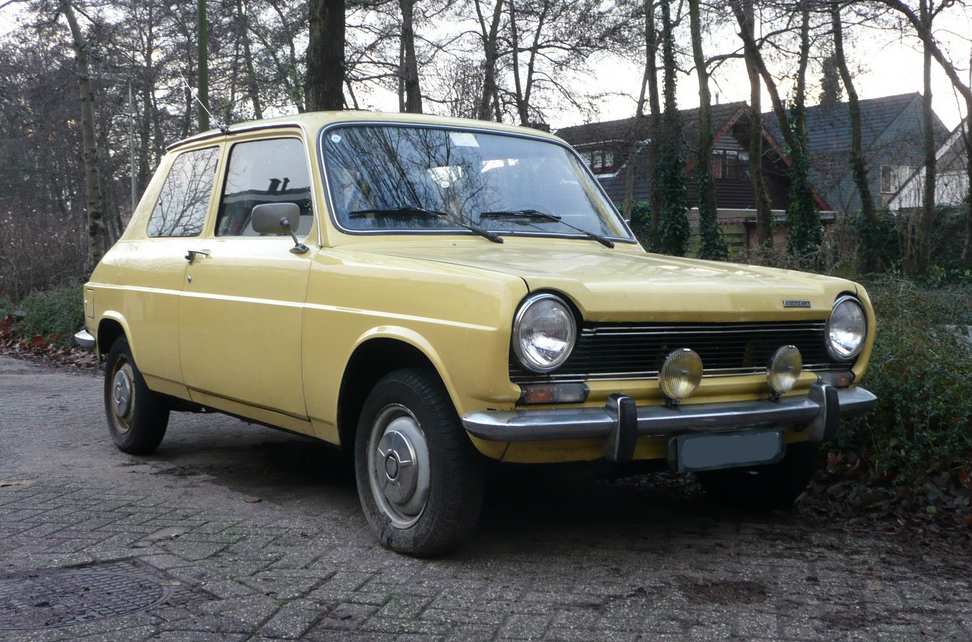
La Simca 1100 è stata la principale tra le applicazioni del motore 350 e delle sue evoluzioni...

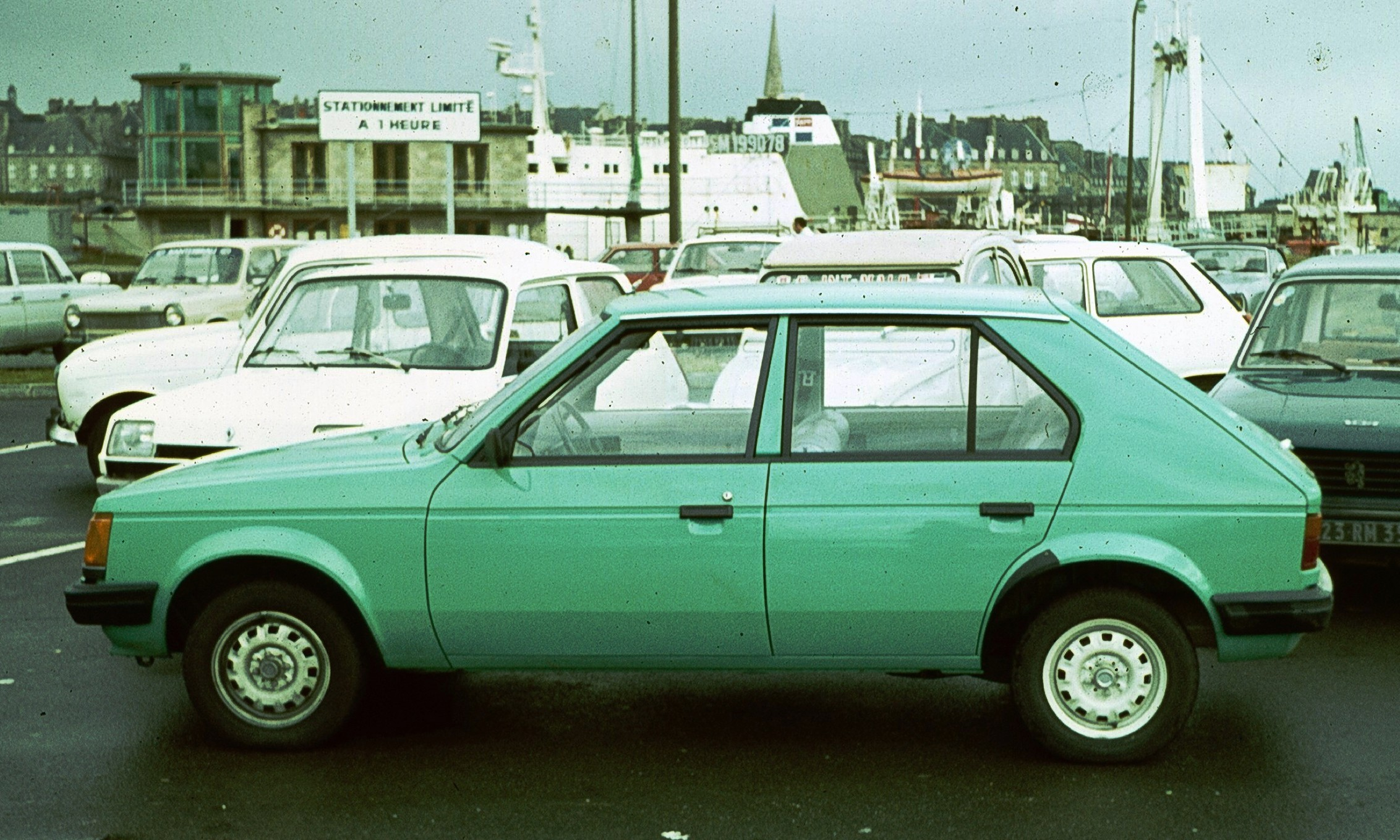
... ma anche la Talbot Horizon ha beneficiato di tale motore...

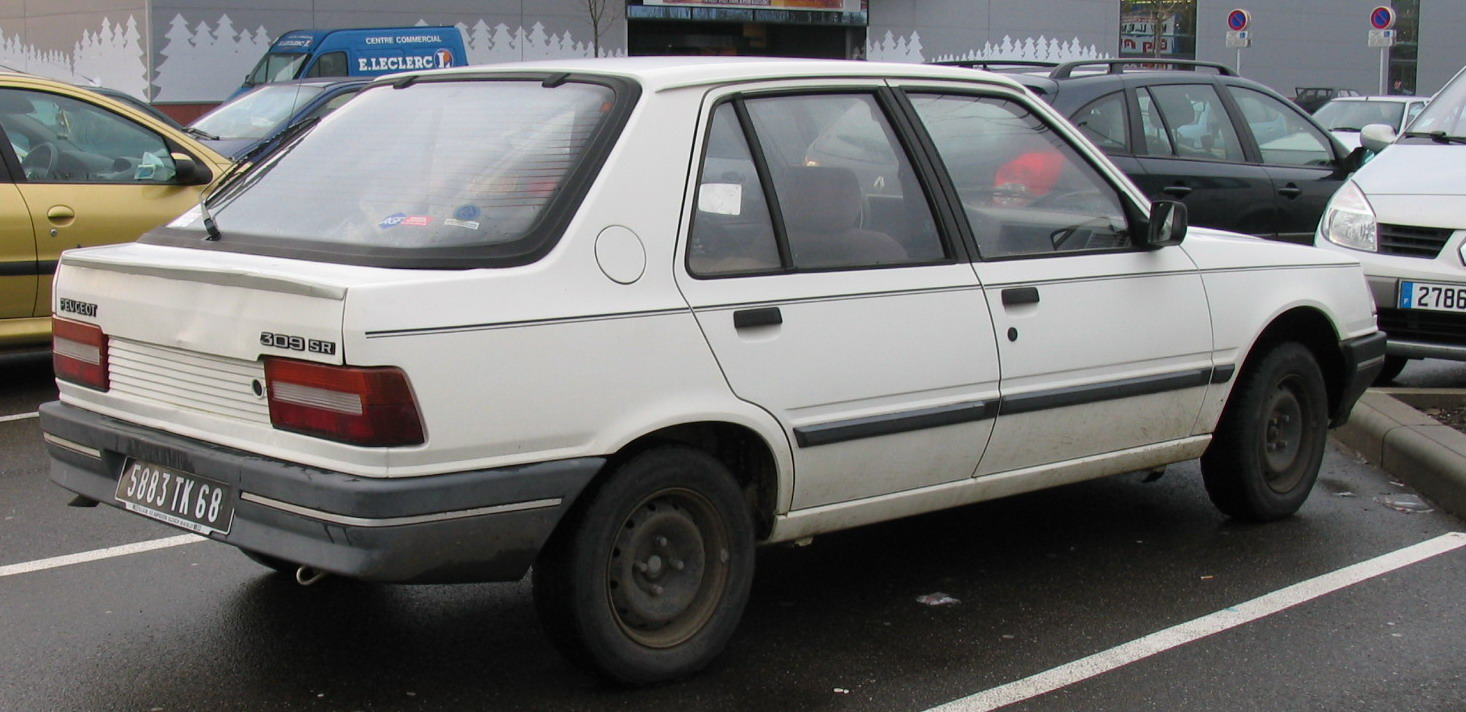
... così come la Peugeot 309

Il motore '350, come molti altri contemporanei motori Simca delle fasce limitrofe, fa parte di una superfamiglia di motori il cui ceppo sta nel motore 315 lanciato ancora nel 1961 e che originariamente era stato utilizzato esclusivamente per equipaggiare la Simca 1000. La parentela del motore 315 (e delle sue naturali evoluzioni, i motori 349, 3D1 ed 1D1) con il motore 350 è talmente stretta che spesso molte fonti li includono tra i motori 315 assieme ad altre motorizzazioni derivate (tra cui i 1.3 Type 366 e 371 ed i 1.2 Type 354 e 353.

Il motore 350 era un motore destinato ad equipaggiare vetture di fascia medio-bassa, in primo luogo la Simca 1100 per la quale era stato appositamente realizzato, ed era caratterizzato prima di tutto da misure di alesaggio e corsa pari a 74x65 mm: si trattava quindi di un motore superquadro, la cui cilindrata era di 1118 cm³.

Per il resto, si ritrovavano tutte quelle caratteristiche già presenti nei motori 315, ma anche negli altri motori derivati, vale a dire:
- architettura a 4 cilindri in linea;
- monoblocco in ghisa con canne integrali;
- testata in lega leggera ;
- distribuzione a valvole in testa con albero a camme laterale, aste e bilancieri;
- testata a due valvole per cilindro;
- alimentazione mediante carburatore;
- pistoni in lega di alluminio;
- bielle fratturate in acciaio stampato;
- albero a gomiti in acciaio stampato su 5 supporti di banco.

Come già accennato, il motore 350 è stato progettato e realizzato appositamente per la 1100, per cui una delle sue caratteristiche principali stava nel fatto che poteva essere montato solo trasversalmente. In realtà, già a partire dal 1969, a questo motore è stata affiancata una versione "gemella", la cui unica grossa differenza stava nel fatto di poter essere montato solo longitudinalmente. Tale versione fu siglata inizialmente Type 351 e venne montata sulle prime Simca 1000 Spécial e 1000 GLS.

Di questi motori sono esistite varianti a basso e ad alto rapporto di compressione: nel primo caso il rapporto di compressione era di 8.2:1 e la potenza massima era compresa tra 50 e 55 CV a seconda delle applicazioni, mentre nel secondo caso il rapporto di compressione arrivava a 9.6:1 ed i valori di potenza massima erano compresi tra i 56 ed i 60 CV: in quest'ultimo caso la sigla esatta era 350S. Comunque sia, l'alimentazione era sempre affidata ad un carburatore monocorpo.

Nel corso della sua produzione, protrattasi per oltre vent'anni, questo motore ha conosciuto leggere evoluzioni, pur mantenendosi fondamentalmente inalterato. In ogni caso, fino al 1973 ha mantenuto la sigla 350 per le applicazioni su Simca 1100 e 351 per le applicazioni nella gamma della Simca 1000; dal 1973 al 1982 vennero adottate nuove sigle: il motore 350 divenne 3E1 o 3E1A, a seconda delle applicazioni, ed il motore 351 divenne 1E1. Va anche ricordato che già dal 1978 il marchio Simca e tutto il gruppo Chrysler France passarono sotto il controllo del Gruppo PSA: perciò, dal 1983 fino al 1989, anno di cessazione della produzione di questo motore, la sigla divenne E1A.  Le applicazioni inclusero quindi anche alcuni modelli Peugeot, in particolare la Peugeot 309, il cui progetto iniziale venne avviato dalla Talbot per realizzare l'erede della Horizon.

### Riepilogo caratteristiche ed applicazioni
Di seguito vengono quindi riassunte tutte le varianti che fanno capo al motore 350, ordinate in ordine di prestazioni (perciò il motore 350 non è menzionato per primo, pur avendo esordito con tale sigla):
| Sigla motore | Posizione motore | Rapporto di compressione | Potenza CV/rpm | Coppia Nm/rpm | Applicazioni                 | Anni di produzione |
| ------------ | ---------------- | ------------------------ | -------------- | ------------- | ---------------------------- | ------------------ |
| Type 351     | Longitudinale    | 8.2                      | 50/5800        | 77/3000       | Simca 1000 Spécial           | 1969-70            |
| Type 351     | Longitudinale    | 8.2                      | 53/5800        | 81/3600       | Simca 1000 GLS               | 1972-75            |
| Type 351     | Longitudinale    | 8.2                      | 55/5800        | 85/2800       | Simca 1000 Spécial           | 1970-72            |
| Type 351     | Longitudinale    | 8.2                      | 55/5800        | 85/2800       | Simca 1000 Rallye            | 1970-72            |
| 3E1          | Trasversale      | 8.2                      | 50/5800        | 77/3000       | Simca 1100 LE 6CV            | 1975-80            |
| 3E1          | Trasversale      | 8.2                      | 50/5800        | 77/3000       | Simca 1100 LX                | 1975-77            |
| 3E1          | Trasversale      | 8.2                      | 50/5800        | 77/3000       | Simca 1100 AS                | 1977-81            |
| 3E1          | Trasversale      | 8.2                      | 50/5800        | 77/3000       | Simca 1100 VF1/VF2/VF3       | 1978-81            |
| 3E1          | Trasversale      | 8.2                      | 50/5800        | 77/3000       | Simca 1100 Pick-Up Bâchée    | 1976-81            |
| 3E1          | Trasversale      | 8.2                      | 53/5600        | 81/3600       | Simca 1100 VF1/VF2           | 1973-78            |
| 3E1          | Trasversale      | 8.2                      | 54/6000        | -             | Simca 1100 LX                | 1974-75            |
| 3E1          | Trasversale      | 8.2                      | 55/5600        | -             | Chrysler Horizon LS          | 1977-78            |
| 3E1          | Trasversale      | 8.2                      | 55/5600        | -             | Simca 1100 VF1/VF2/VF3       | 1981-85            |
| 3E1          | Trasversale      | 8.2                      | 55/5600        | -             | Simca 1100 Pick-Up Bâchée    | 1981-85            |
| Type 350     | Trasversale      | 8.2                      | 53/5600        | 81/3600       | Simca 1100 LS 6CV            | 1967-68            |
| Type 350     | Trasversale      | 8.2                      | 53/5600        | 81/3600       | Simca 1100 Commerciale       | 1967-68            |
| Type 350     | Trasversale      | 8.2                      | 53/5600        | 81/3600       | Simca 1100 Fourgonnette      | 1968-72            |
| 1E1          | Longitudinale    | 8.2                      | 53/5800        | 81/3600       | Simca 1000 Spécial/SR        | 1975-76            |
| 1E1          | Longitudinale    | 8.2                      | 55/5800        | 81/3400       | Simca 1006                   | 1976-78            |
| Type 350S    | Trasversale      | 9.6                      | 56/5300        | 81.4/3600     | Simca 1100 GL/GLS            | 1967-69            |
| Type 350S    | Trasversale      | 9.6                      | 60/6000        | 85/3200       | Simca 1100 LS 6CV            | 1969-73            |
| Type 350S    | Trasversale      | 9.6                      | 60/6000        | 85/3200       | Simca 1100 GL                | 1969-70            |
| Type 350S    | Trasversale      | 9.6                      | 60/6000        | 85/3200       | Simca 1100 GLS               | 1969-73            |
| 3E1A         | Trasversale      | 9.6                      | 58/6000        | 84/3000       | Simca 1100 LS                | 1980-81            |
| 3E1A         | Trasversale      | 9.6                      | 58/6000        | 84/3000       | Simca 1100 GLS               | 1978-81            |
| 3E1A         | Trasversale      | 9.6                      | 58/6000        | 84/3000       | Simca 1100 GLX               | 1975-77            |
| 3E1A         | Trasversale      | 9.6                      | 58/6000        | 84/3000       | Simca 1100 LE Break          | 1975-78            |
| 3E1A         | Trasversale      | 9.6                      | 59/6000        | -             | Talbot Horizon LS            | 1978-85            |
| 3E1A         | Trasversale      | 9.6                      | 60/6000        | 85/3200       | Simca 1100 LS 6CV            | 1973-75            |
| 3E1A         | Trasversale      | 9.6                      | 60/6000        | 85/3200       | Simca 1100 GLS               | 1973-77            |
| 3E1A         | Trasversale      | 9.6                      | 60/6000        | 85/3200       | Simca 1100 ES                | 1974-77            |
| E1A          | Trasversale      | -                        | 55/6000        | 80/3400       | Peugeot 309 base/XE/XL/GE/GL | 1985-89            |